# Penetrante bioquímico
Un penetrante bioquímico es una sustancia química que aumenta la capacidad de un veneno para aplicar su efecto tóxico a un organismo vivo.
Por lo general, el término penetrante, cuando se usa para un agente bioquímico, se relaciona con un agroquímico que se usa con un herbicida o fungicida. El término parece usarse en relación con los agroquímicos dentro de los países de habla inglesa en lugar de en América del Norte.
Cuando se mezcla con un herbicida (normalmente como una solución acuosa), el químico penetrante hace que la planta absorba el veneno de una manera más efectiva y, por lo tanto, sucumba más fácilmente. Los penetrantes se usan con mayor frecuencia contra plantas que de otro modo serían capaces de resistir el herbicida. A menudo, estas plantas tienen hojas duras u hojas brillantes que derraman agua fácilmente.